# Vincenzo Picardi
Vincenzo Picardi (Casoria, 20 ottobre 1983) è un pugile italiano.

## Biografia
Figlio di Antonio, campione italiano tra i professionisti, Vincenzo Picardi appartiene alle Fiamme Oro, il gruppo sportivo della Polizia di Stato.

### Carriera da dilettante
Si è aggiudicato 5 titoli italiani assoluti, e il bronzo ai Campionati di pugilato dilettanti dell'Unione europea 2007, ripetendosi nell'edizione 2008) e ai Campionati mondiali di pugilato dilettanti 2007, svoltisi a Chicago.
Ha combattuto nei pesi mosca nella XXIX Olimpiade di Pechino (2008), raggiungendo le semifinali, dove è stato sconfitto dal thailandese Somjit Jongjohor, aggiudicandosi comunque la medaglia di bronzo. Non riesce a ripetersi ai successivi Giochi olimpici di Londra 2012 dove viene eliminato agli ottavi dal pugile mongolo Tugstsogt Nyambayar, poi medaglia d'argento.
Il suo record, tra i dilettanti, conta 117 vittorie, 46 sconfitte e 4 pari.

### Carriera da professionista
Picardi è passato professionista solo nel 2019, a trentacinque anni. Già al secondo match ha combattuto vittoriosamente per il titolo italiano dei pesi gallo, al momento vacante, battendo Pio Antonio Nettuno per knock-out tecnico al quarto round. Lo ha poi conservato nel match successivo, battendo ai punti Gianluca Contelmo.